# 心覚
心覚（しんかく、永久5年（1117年）- 養和元年（1181年）頃）は、平安時代後期の真言宗の僧。父は平実親。字を仏種房、宰相阿闍梨と号した。

## 略歴
初め天台宗園城寺に入って出家・受戒して天台教学を学んだ。しかし、宮中で興福寺の三論僧の珍海と論議を行って敗れ、真言密教を学んだ。醍醐寺の賢覚・実運から東密小野流の法を受け、大和国光明山に長く住し、その後高野山の兼意に従って真言密教の奥義を極めた。常喜院に住し、密教の白描図像を研究するなど多くの著書を残している。治承4年（1180年）または寿永元年（1182年）に没した。

## 著作
- 「別尊雑記」鎌倉時代初期までに成立し全57巻。東密、台密の諸尊を網羅的に分類し、密号、梵名、種子字、持物（三昧耶形）等の詳細な記録や、曼荼羅など密教図像集の白眉。